# Palazzo Edilizia
Palazzo Edilizia è un edificio storico sito a Salerno in traversa regina Costanza.

## Storia
Costruito negli anni venti del XX secolo in stile tardo-liberty, prende il nome dalla "Società Anonima per l'Edilizia", che ne intraprese la costruzione.
L'edificio affaccia sul Lungomare Trieste e sulla Piazza Amendola, nonostante ciò l'ingresso principale è sito in traversa Regina Costanza e dalla traversa G. Verdi (ora di fianco alla Prefettura). Si trova affiancato sul lato mare dal Palazzo di Città.
Il 14 maggio del 1923 l'ing. Tancredi Zeni, capo ufficio della Società Edilizia di Napoli presentò un primo progetto di edificio per uffici e civili abitazioni da erigersi sul suolo contrassegnato come "M", scaturito dalla lottizzazione dei suoli di risulta delle opere della spiaggia.
La Società Anonima per l'incremento Edilizio nel Mezzogiorno sotto la direzione dell'ingegnere Gioacchino Luigi Mellucci decise però di realizzare l'edificio su un diverso lotto, posto ad occidente, di proprietà del Cav. Raffaele Chiancone che, in vista della realizzazione di un fabbricato, aveva già realizzato le fondazioni.
I disagi economici del Cav. Chiancone dovuti a debiti contratti con le banche lo costrinsero a vendere il suolo alla Società Edilizia. Con il nuovo terreno disponibile l'ing. Zeni adatta il predefinito progetto alle nuove condizioni ambientali senza tuttavia modificarne le caratteristiche.
Ne scaturisce un edificio moderno ma dallo stile neorinascimentale secondo il gusto dell'epoca.

### Il crollo parziale
Un'ala dell'edificio è crollata in parte la notte del 15 giugno 2007. Solo perché la verticale interessata dal crollo non comprendeva camere da letto non ci sono state vittime. Il palazzo era infatti abitato da circa 50 persone. Causa del sinistro è stato l'indebolimento di uno dei pilastri portanti, ed il crollo è diventato un'attrazione mediatica per la cronaca regionale e anche nazionale.
I lavori di consolidamento che hanno comportato la chiusura di un piccolo tratto del Lungomare Trieste sono durati, in tutto, circa un anno e mezzo. Il tratto del lungomare chiuso subito dopo il crollo è stato riaperto il 15 marzo 2008, mentre l'ordinanza di sgombero è stata revocata subito prima di Natale 2008.